# Encrucijada en el crepúsculo
Encrucijada en el crepúsculo (en inglés: Crossroads of Twilight) es una novela de fantasía del autor estadounidense Robert Jordan, el décimo libro de su serie La rueda del tiempo. Fue publicada por Tor Books y lanzada el 7 de enero de 2003. Tras su lanzamiento, inmediatamente alcanzó la posición número 1 en la lista de best-sellers de ficción del New York Times, convirtiéndose en el tercer libro de La rueda del tiempo en alcanzar el puesto # 1 en esa lista.
Muchos de los eventos de Encrucijada en el crepúsculo tienen lugar simultáneamente con los eventos del libro anterior, El corazón del invierno.
El prólogo de Encrucijada en el crepúsculo en inglés, titulado «Glimmers of the Pattern», se vendió por primera vez por Simon & Schuster como un libro electrónico el 17 de julio de 2002, seis meses antes de la publicación física del libro.

## Resumen de la trama
Perrin Aybara sigue tratando de rescatar a su esposa Faile Bashere, secuestrada por los Shaido Aiel, e incluso tortura a prisioneros Aiel por información de su paradero. Además, Perrin busca alcanzar una alianza con los Seanchan para derrotar a los Shaido. Mat Cauthon continúa tratando de escapar del territorio Seanchan mientras corteja a Tuon, la heredera del trono Seanchan. En el proceso, Mat descubre que Tuon es una sul'dam y se le puede enseñar a canalizar el Poder Único. Elayne Trakand continúa tratando de consolidar su control sobre el Trono del León de Andor. Se revela que Elayne está embarazada y espera gemelos; pero la identidad del padre (Rand) se mantiene en secreto a los demás. Rand al'Thor envía a Davram Bashere, Logain Ablar y Loial para negociar una tregua con los Seanchan. Vuelven al final del libro para decirle que los Seanchan han aceptado la tregua, pero exigen la presencia del Dragón Renacido para encontrarse con la Hija de las Nueve Lunas. Egwene lidera el asedio de Tar Valon; pero es secuestrada por agentes de la Torre Blanca después de bloquear con éxito su puerto fluvial.